# Agan Harahap
Agan Harahap est un photographe et illustrateur indonésien né à Jakarta en 1980. 

## Biographie
Né en 1980 à Jakarta, il est diplômé de l'université Design and Art College à Bandung en 2005. Son premier travail fut au Tarzan Photo Studio. Il réalise des photographies humoristiques, mais derrière une observation implicite de la civilisation dans l'histoire. Il est principalement diffusé sur le réseau social Instagram . En 2008, Agan a été finaliste du Indonesian Art Award. Puis en 2011 il devient un artiste à plein temps. Il a déjà exposé à Tokyo (Japon), Singapour, Daegu (Corée du sud), Estremoz (Portugal), Bogota (Colombie) et Melbourne (Australie). Il a exposé à la galerie Sakura pour L'expo contre-attaque  du 6 octobre 2015 au 16 janvier 2016 qui présente uniquement des œuvres de l'univers de la saga Star Wars. Avec ce travail notamment, il incite le spectateur à se poser des questions sur l'histoire et ses héros de façon parodique.  

## Série des photographies réalisées
- Super histoire [5],[6] est une série débutée en 2009 qui par la technique du photomontage met en scène des super-héros dans des photos historiques célèbres.
- Garden fresh [7] présente des photographies d'animaux dans un super marché.
- The idols est un relooking de personne célèbre sur un fond vert.
- The safari [8] est une série où sont représentés des animaux dans des lieux du quotidien.

## Techniques utilisées
- Pour Super histoire[5],[6] , il réalise des photomontages en superposant deux photos. Technique qu'il réutilise pour sa série Garden fresh[7].